# Уикофф, Элизабет
Элизабет Уикофф (англ. Elizabeth Porter Wyckoff; 16 июня 1915, Нью-Йорк — 3 июля 1994, Нью-Йорк) — американская правозащитница, филолог, педагог и переводчица

.
Изучала классическую филологию в Кембриджском и Гарвардском университетах, в 1941 году защитила диссертацию в Брин-Мор-колледже. С 1942 года преподавала древнегреческий язык и литературу в Вассар-колледже, затем в Брин-Мор-колледже и Колледже Маунт-Холиок. Наиболее существенным профессиональным достижением Уикофф стал перевод на английский язык трагедии Софокла «Антигона» (1954), на протяжении десятилетий многократно переиздававшийся, хотя и встречающий в последнее время упрёки в буквализме и неприспособленности для нужд театральной постановки.
2 июня 1961 году Уикофф вместе с группой активистов выехала из Монтгомери в столицу штата Миссисипи Джэксон, центр расовых волнений, и в Джэксоне была задержана и арестована, став первой белой южанкой, принявшей участие в правозащитном движении «Наездники свободы». В тюрьме Уикофф пересказывала сокамерницам древнегреческие мифы, за это тюремная администрация отобрала у неё матрац и постельное бельё. В 1962 году Уикофф участвовала также в кампании гражданского неповиновения, устроенной Движением Олбани.